# Трис(циклопентадиенил)неодим
Трис(циклопентадиенил)неодим — металлоорганическое соединение
неодима и циклопентадиена
с формулой Nd(C5H5)3,
красно-голубые кристаллы.

## Физические свойства
Трис(циклопентадиенил)неодим образует красно-голубые кристаллы.
Растворяется в тетрагидрофуране.